# Kanji

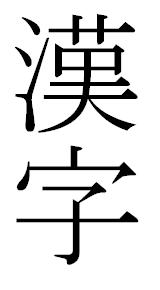
Słowo kanji („znaki Hanów”) zapisane znakami kanji

Kanji (jap. 漢字 kanji; „znaki Hanów”) – znaki logograficzne pochodzenia chińskiego, które wraz z sylabariuszami hiragana (ひらがな, 平仮名), katakana (カタカナ, 片仮名), cyframi arabskimi oraz alfabetem łacińskim stanowią element pisma japońskiego.

## Informacje ogólne
Chińskie pismo pojawiło się po raz pierwszy prawie 5000 lat temu. Najwcześniejsze znaki były prostymi obrazami przedstawiającymi rzeczy, które reprezentowały. Chociaż wszystkie główne systemy pisma na świecie zaczęły się od obrazów, zostały one prawie w każdym przypadku uproszczone do abstrakcyjnych symboli, które ostatecznie wykorzystano dla ich wartości dźwiękowych. Dało to z kolei początek głównym systemom alfabetycznym na świecie, ale nie w Chinach, gdzie podstawową funkcją znaku było wyrażanie zarówno znaczenia, jak i dźwięku, a nie tylko dźwięku.
Kanji są podstawą pisanego języka japońskiego. Dotarły do Japonii z Chin, przez Koreę, w V i VI wieku. Były one wówczas wykorzystywane głównie do sporządzania oficjalnych dokumentów dyplomatycznych i tekstów buddyjskich. Jednakże japoński to zupełnie inny język niż chiński, więc opracowano dwa fonetyczne sylabariusze: hiraganę i katakanę, aby ułatwić to, co było trudnym pogodzeniem chińskiego systemu pisania z językiem japońskim.
Znaki kanji są logogramami, co oznacza, że nie reprezentują pozbawionego znaczenia dźwięku, jak np. alfabety, lecz słowa lub morfemy (najmniejsze cząstki języka, posiadające znaczenie). Rozróżnienie to jest dość istotne – istnienie osobnego znaku dla każdego słowa byłoby skrajnie niepraktyczne ze względu na olbrzymią liczbę wymaganych w takiej sytuacji znaków. Przykładowo, słowo „ogień” zapisuje się znakiem 火 (hi), ale już słowo „samolot” nie posiada w japońskim piśmie osobnego znaku, lecz wymaga do zapisu trzech: 飛行機 (hikōki). Znaki te reprezentują odpowiednio morfemy: „lecieć”;  „iść, zmierzać ku, udawać się do”; „maszyna”.
Choć znaki te zostały sprowadzone do Japonii z Chin i często mówi się o nich jako o „znakach chińskich”, to ze względu na rozbieżności w ich używaniu w językach japońskim i chińskim pojęcie kanji należy rozumieć jako „chińskie znaki w zastosowaniu do zapisu języka japońskiego”. Te rozbieżności to na przykład różnice znaczeniowe między niektórymi znakami, liczba wykorzystywanych znaków (w Japonii znacznie mniej) oraz różnice w kształtach, wynikające z przeprowadzonej w ChRL w latach 50. reformy pisma, która doprowadziła do powstania uproszczonego pisma chińskiego.
Pismo logograficzne, poza oczywistą trudnością, polegającą na konieczności nauczenia się stosunkowo dużej (w porównaniu do alfabetu) liczby znaków, ma także zalety, do których należą większa szybkość czytania i zwięzłość zapisu. Dodatkowo, ze względu na liczne w japońskim homofony (słowa o identycznej wymowie, lecz innych znaczeniach), całkowita eliminacja kanji na rzecz zapisu fonetycznego nie jest możliwa. Jednak tendencja taka jest współcześnie widoczna w piśmie – słowa mające odpowiedniki w kanji (zwłaszcza jeśli są one trudne) są często zapisywane kaną, gdy nie wprowadza to dwuznaczności związanej z homofonami. W mowie potocznej odczytuje się zwykle odpowiednie znaczenie słowa z kontekstu. W sytuacji, gdy nie mogą się zrozumieć, Japończycy „piszą” czasem rozmówcy odpowiednie kanji palcem na własnej dłoni.

## Liczba znaków
Uznany słownik znakowy „Dai kan-wa jiten” (The Great Han-Japanese Dictionary), opracowany przez japońskiego naukowca sinologa o nazwisku Tetsuji Morohashi (1883–1982), ocenia liczbę stworzonych znaków na około 50 000, lecz większość z nich nie jest w powszechnym użyciu nawet w Chinach, gdyż oznaczają np. nazwy miejscowe, zwierząt i roślin.
Według ostatniego zarządzenia władz japońskich z 2010 roku, obowiązuje oficjalna lista podstawowych kanji Jōyō kanji-hyō, która zawiera 2136 znaków (wcześniej takim standardem była lista 1850 znaków o nazwie Tōyō kanji-hyō). Osobnym, oficjalnym zestawem jest lista jinmeiyō kanji (人名用漢字) znaków, które mogą być wykorzystywane w imionach i nazwiskach. 
Do swobodnego czytania książek wymagana jest znajomość w sumie nieco ponad 3000 znaków, co jest normą dla przeciętnie wykształconego dorosłego. W tekstach specjalistycznych mogą się pojawiać dodatkowe znaki, przez co liczba wszystkich wykorzystywanych w Japonii znaków to około 6000. Ich znajomość jest podstawą do zdania egzaminu Nihon kanji nōryoku kentei shiken na najwyższym poziomie.
W gazetach i czasopismach około 500 najpopularniejszych kanji stanowi 75% używanych znaków, 1000 stanowi 90%, zaś 2180 stanowi 99%.

## Podział znaków
Tradycyjnie, chińskie znaki są podzielone na sześć kategorii znanych jako rikusho (六書). Podział ten został wprowadzony prawie 1900 lat temu w klasycznym słowniku chińskim Shuōwén Jiězì (説文解字, jap. Setsumon kaiji): 
- piktogramy (象形文字 shōkei moji) – proste szkice, rysunki rzeczy, które reprezentują np.: „oko”, obecna postać 目 me, moku;

- ideogramy proste (指事文字 shiji moji) – przedstawiają znaczenia abstrakcyjnych idei, jak cyfry i kierunki;

- ideogramy złożone (会意文字 kaii moji) – składają się z dwóch lub większej liczby elementów, z których każdy przyczynia się do stworzenia znaczenia całego znaku, np.: znak 休 kyū (yasumu, „odpoczywać”) składa się ze znaku 人 hito, „człowiek” (tu w postaci klucza ⺅ „człowiek”) i znaku 木 ki „drzewo”, czyli „człowiek odpoczywający pod drzewem”;

- znaki fonetyczno-ideograficzne (形声文字 keisei moji) – składają się z jednego elementu wyrażającego znaczenie i innego elementu reprezentującego dźwięk, a często także znaczenie;

- znaki pochodne (転注文字 tenchū moji) – mają znaczenie rozszerzone, pochodne lub symboliczne, np. znak 令 rei rozszerzył swoje pierwotne znaczenie „polecenia” „rozkazu” na osobę, która dysponuje, poleca, wydaje rozkazy;

- zapożyczenia fonetyczne (仮借文字 kasha moji) – zapożyczone do reprezentowania słów fonetycznie bez bezpośredniego związku z ich pierwotnym znaczeniem lub znaków używanych błędnie np.: znak 豆 tō obecnej fasoli pierwotnie określał starożytne naczynie ofiarne[1].

## Czytanie kanji
Większość kanji czyta się na dwa sposoby:
- kun’yomi (訓読み) (czytanie rdzennie japońskie);
- on’yomi (音読み) (czytanie sinojapońskie).

Nie oznacza to, że każdy znak ma tylko dwa czytania. Przykładowo, znak 行 (m.in. znaczy: „iść”, „zmierzać ku”, „udawać się do”, „odbywać się”) ma następujące czytania: trzy czytania on’yomi (kō, gyō, an) i osiem czytań kun’yomi (i.ku, yu.ku, -yu.ki, -yuki, -i.ki, -iki, okonau.u, oko.nau → przed kropką czytanie samego znaku, po kropce okurigana dopisana kaną), nie licząc czytań imion i nazw (znaki używane w imionach i nazewnictwie buddyjskim mają odrębne czytania). Wynika to z tego, że słowa i znaki napływały z Chin do Japonii w różnych okresach i w różnym czasie.
Dualizm w odczytach jest wynikiem historii wprowadzania znaków pisma chińskiego do zapisu języka japońskiego. Początkowo znaki te były w japońskim używane tylko ze względu na ich wartość fonetyczną (patrz: man’yōgana) do zapisu dźwięków, zaś ich znaczenie było pomijane. Z czasem znaki zaczęły być używane zgodnie z ich ideą – znaki niosą ze sobą nie tylko dźwięk, ale i znaczenie. W tym czasie Japończycy nadali im czytania odpowiadające ich własnemu językowi (dzisiejsze kun’yomi). Jednak wywodzące się z chińskiego odczyty on’yomi muszą istnieć ze względu na liczne w japońskim zapożyczenia z chińskiego. Czytanie ich zgodnie z japońskim odczytem nie miałoby sensu (wyobraźmy sobie w języku polskim zapożyczenie z hiszpańskiego słowa parasol i wymawianie go przeciw-słońce) i brzmiałoby bardzo niezręcznie (odczyty kun- są zwykle wielosylabowe, on- najczęściej składają się z krótkiego dźwięku).
Mimo istnienia licznych wyjątków (nazwiska, nazwy miejsc, inne słowa z różnych względów historycznych) zwykle odczytu sinojapońskiego, czyli wywodzącego się z języka chińskiego, używa się do czytania słów składających się z co najmniej dwóch znaków kanji. Przykładowo, znak 少 (czyt. sinojapońskie shō, mało, niewiele) służy razem z odpowiednią końcówką kany do zapisu rdzennie japońskich słów: 少し (sukoshi – trochę, przez moment) oraz 少ない (sukunai – w ograniczonej ilości, za mało, rzadko). Jeśli znak 少 zestawimy ze znakiem 女 (onna, sinojap. jo, „kobieta”), to powstanie słowo-złożenie 少女 o czytaniu sinojapońskim shōjo, co znaczy „młoda dziewczyna”, „panienka”. 
Występuje często sytuacja, gdy jakieś pojęcie można opisać różnymi słowami, jednym o etymologii japońskiej, innym zapożyczonym z chińskiego. W takiej sytuacji to drugie dla Japończyków ma zwykle brzmienie bardziej „intelektualne” – podobnie jak w kulturze europejskiej słowa zapożyczone np. z łaciny.
Należy tu jeszcze wyjaśnić stopień powiązania odczytów on- z językiem chińskim. Ponieważ język ten ma całkowicie różną od japońskiego, skomplikowaną fonologię i jest językiem tonalnym, to odczyt on- jest tylko pewnym przybliżeniem dźwięku języka chińskiego. Japoński system dźwiękowy jest bardzo prosty, dlatego Japończycy mają problemy z wymawianiem słów z większości języków obcych – szczególne problemy sprawiają im zbitki spółgłoskowe. Liczne w japońskim zapożyczenia (gairaigo) z angielskiego i w mniejszym stopniu z innych języków są dlatego bardzo zniekształcone w stosunku do oryginału. Spojrzenie na te zniekształcenia daje pewne pojęcie jak odległe mogą być odczyty on- od odczytu języka chińskiego. Porównajmy angielskie słowa z ich wymową w japońskim: milk – miruku, hamburger (w bułce) – hambāgā, light – raito.
Istnienie więcej niż jednego odczytu on- dla jednego znaku należy tłumaczyć faktem, że był on niezależnie kilkakrotnie importowany z różnymi słowami z różnych regionów Chin, gdzie znaki te miały odmienne sposoby odczytywania.
W językach chińskich znak ma zwykle tylko jeden odczyt.
W trakcie pisania znaków bardzo ważne jest zachowanie odpowiedniej kolejności stawiania kolejnych kresek. W przeciwnym razie znak będzie trudno zapisać i będzie on wyglądał nieestetycznie.

## Kolejność pisania kresek w znaku
Kolejność pisania kresek (hitsujun, 筆順) w znakach kanji określają następujące reguły:
- od góry do dołu (dotyczy pojedynczych kresek, jak również komponentów znaku), np. 三
- od lewej do prawej 川
- najpierw górna kreska pozioma, potem pionowa i na końcu dolna pozioma, np. w znaku 土
- najpierw kreska środkowa, potem boczne w znakach takich, jak: 小, 氷, 当
- jeśli jest część okalająca, rysuje się lewą stronę, następnie kreskę góra-prawa strona, a po wypełnieniu środka zamyka kreską dolną, np. 国
- spośród kresek krzyżujących się, pierwsza ta skręcająca ku lewej, np. 文
- linie pionowe lub poziome przecinające kilka innych linii rysuje się na końcu, np. 女, 中
- ukośna kreska krótsza od przecinającej ją poziomej jako pierwsza, np. 有, w przeciwnym wypadku na odwrót, np. 友
- elementy okalające z lewa-dołu (tzw. nyō) rysowane na końcu: 道, 建, a na początku: 起, 勉, 題, 処

Przykłady kolejności pisania:
Istnieją wyjątki od tych reguł.

## Style pisma

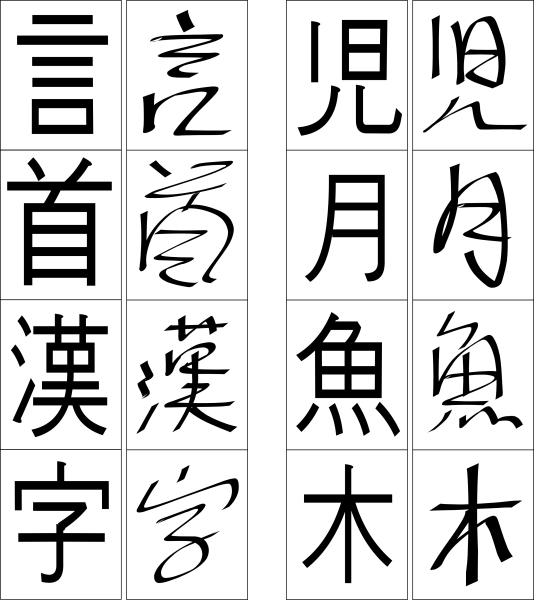
Kilka przykładów uproszczeń znaków w piśmie odręcznym w stosunku do kształtów kaisho

Ze względu na ich walory plastyczne, kaligrafia znaków chińskich jest często uprawiana jako sztuka w krajach, w których są używane. Podobnie jak przy posługiwaniu się alfabetem łacińskim, wygląd znaków pisanych ręcznie jest wynikową różnych cech i preferencji piszącego (czyli potocznie – zależy od „charakteru pisma”), w przypadku znaków występuje dużo większa możliwość różnicowania ze względu na zwykle większe skomplikowanie kształtu.
Zasadniczo w Japonii wyróżnia się trzy podstawowe style pisma:
- kaisho (楷書), „pismo znormalizowane” – odpowiadające pismu znormalizowanemu z klasycznej kaligrafii chińskiej, zawiera w sobie wszelkie sposoby pisma z kwadratowymi, wysoko czytelnymi znakami bez skrótów, obserwujemy te kształty np. w większości czcionek komputerowych i w druku;
- gyōsho (行書), „pismo bieżące” – w porównaniu z kaisho bardziej uproszczone, używanego do szybkiego pisania odręcznego;
- sōsho (草書), „pismo trawiaste” – dalekowschodni odpowiednik europejskiej stenografii, o walorach artystycznych; jeszcze bardziej abstrakcyjne niż gyōsho.

Kategoria pisma odręcznego wykazuje wielkie zróżnicowanie wewnętrzne. Ludzie zaczynający naukę znaków zwykle na początku piszą je w sposób możliwie dokładnie oddający wygląd danego glifu czcionki z wykorzystywanej książki czy programu komputerowego. Dla czytelności cechują się one zwykle wysoką „kanciastością” i nie skracają bardziej skomplikowanych kształtów, co jest bardzo powszechne w piśmie odręcznym.
Typowe skróty w piśmie odręcznym to np. zastępowanie serii równoległych kresek jednym pociągnięciem w kształcie zygzaka, rysowanie elementów okalających za pomocą jednego-dwóch pociągnięć, generalnie płynne przechodzenie od jednego kształtu do drugiego bez odrywania pióra od papieru, gdzie to tylko możliwe. Dodatkowo często występuje pewne odchylenie linii poziomych i pionowych od płaszczyzny nominalnej.

## Systematyka znaków kanji
Pisma alfabetyczne i sylabiczne mają tę zaletę, że można ułożyć zapisane nimi wyrazy w pewnej kolejności, którą łatwo zapamiętać (alfabet A-B-C, układ sylab gojūon 五十音, „50 dźwięków” w japońskim), aby następnie szybko wyszukać nieznany wyraz w słowniku. W przypadku kanji jest to niemożliwe i dlatego stworzono specjalne systemy. Polegają one na podzieleniu znaków na zestawy według pewnych zasad i szukaniu wewnątrz zestawu poprzez liczenie kresek. 

### Metoda kluczy
Metoda „kluczy” (部首, bushu, ang. radicals) – kanji dzieli się na zestawy według 214 kluczy („klucze Kangxi”). Są to całe znaki lub ich elementy. Każdy z nich ma „pod sobą” grupę kanji, zbudowaną według pewnego porządku. Po znalezieniu właściwego klucza należy policzyć kreski w pozostałej części znaku i na tej podstawie odnaleźć w słowniku żądany kanji. Dobrym przykładem jest słownik Andrew N. Nelsona (1893–1975) „The Modern Reader's Japanese-English Character Dictionary”, wydany po raz pierwszy w 1962 roku. System ten jest uwzględniany w innych słownikach znakowych np. w: „New Japanese-English Character Dictionary” pod redakcją Jacka Halperna (I wyd. w 1990 r.). 

Kolejność pisania kresek znaku mochiiru („używać”)

Klucze to całe znaki bądź ich elementy (zazwyczaj określające zakres znaczeniowy), część zaś podpowiada sposób czytania. Klucze mogą znajdować się w znaku w jednej z siedmiu pozycji:
- hen ( 偏 ) – po lewej stronie
- tsukuri ( 旁 ) – po prawej stronie
- kanmuri / kashira ( 冠 / 頭 ) – u góry
- ashi ( 足 ) – u dołu
- tare ( 垂れ ) – okalający lewy, górny róg
- nyō ( 繞 ) – okalający z lewej strony i z dołu
- kamae ( 構 ) – musi obejmować co najmniej dwie strony znaku[7]

#### Klucze
⼀ ⼁ ⼂ ⼃ ⼄ ⼅ ⼆ ⼇ ⼈ ⼉ ⼊ ⼋ ⼌ ⼍ ⼎ ⼏ ⼐ ⼑ ⼒ ⼓ ⼔ ⼕ ⼖ ⼗ ⼘ ⼙ ⼚ ⼛ ⼜ ⼝ ⼞ ⼟ ⼠ ⼡ ⼢ ⼣ ⼤ ⼥ ⼦ ⼧ ⼨ ⼩ ⼪ ⼫ ⼬ ⼭ ⼮ ⼯ ⼰ ⼱ ⼲ ⼳ ⼴ ⼵ ⼶ ⼷ ⼸ ⼹ ⼺ ⼻ ⼼ ⼽ ⼾ ⼿ ⽀ ⽁ ⽂ ⽃ ⽄ ⽅ ⽆ ⽇ ⽈ ⽉ ⽊ ⽋ ⽌ ⽍ ⽎ ⽏ ⽐ ⽑ ⽒ ⽓ ⽔ ⽕ ⽖ ⽗ ⽘ ⽙ ⽚ ⽛ ⽜ ⽝ ⽞ ⽟ ⽠ ⽡ ⽢ ⽣ ⽤ ⽥ ⽦ ⽧ ⽨ ⽩ ⽪ ⽫ ⽬ ⽭ ⽮ ⽯ ⽰ ⽱ ⽲ ⽳ ⽴ ⽵ ⽶ ⽷ ⽸ ⽹ ⽺ ⽻ ⽼ ⽽ ⽾ ⽿ ⾀ ⾁ ⾂ ⾃ ⾄ ⾅ ⾆ ⾇ ⾈ ⾉ ⾊ ⾋ ⾌ ⾍ ⾎ ⾏ ⾐ ⾑ ⾒ ⾓ ⾔ ⾕ ⾖ ⾗ ⾘ ⾙ ⾚ ⾛ ⾜ ⾝ ⾞ ⾟ ⾠ ⾡ ⾢ ⾣ ⾤ ⾥ ⾦ ⾧ ⾨ ⾩ ⾪ ⾫ ⾬ ⾭ ⾮ ⾯ ⾰ ⾱ ⾲ ⾳ ⾴ ⾵ ⾶ ⾷ ⾸ ⾹ ⾺ ⾻ ⾼ ⾽ ⾾ ⾿ ⿀ ⿁ ⿂ ⿃ ⿄ ⿅ ⿆ ⿇ ⿈ ⿉ ⿊ ⿋ ⿌ ⿍ ⿎ ⿏ ⿐ ⿑ ⿒ ⿓ ⿔ ⿕

### Metoda kodów SKIP
- metoda kodów SKIP (System of Kanji Indexing by Patterns)[b] – każdy kanji oznacza się kodem złożonym z trzech liczb:
  - pierwsza liczba jest równa 1 dla znaków dzielących się wyraźnie na część lewą i prawą. Druga liczba jest wtedy równa liczbie kresek z lewej strony, a trzecia – liczbie kresek z prawej strony;
  - pierwsza liczba jest równa 2 dla znaków dzielących się wyraźnie na część górną i dolną. Druga liczba jest wtedy równa liczbie kresek u góry, a trzecia – liczbie kresek u dołu;
  - pierwsza liczba jest równa 3 dla znaków mających wyraźne części zewnętrzną i wewnętrzną. Druga liczba jest wtedy równa liczbie kresek w części zewnętrznej, a trzecia – liczbie kresek w części wewnętrznej;
  - pierwsza liczba jest równa 4 dla pozostałych znaków. Druga liczba jest wtedy równa całkowitej liczbie kresek. Trzecia jest równą:
    - 1 – jeśli znak ma linię poziomą na górze,
    - 2 – jeśli znak ma linię poziomą na dole,
    - 3 – jeśli znak przecina linia pionowa,
    - 4 – w pozostałych przypadkach[1].

#### Przykłady

Przykład metody SKIP

| Znak | Czytanie japońskie | Znaczenie | Kod SKIP | Liczba kresek |
| ---- | ------------------ | --------- | -------- | ------------- |
| 八   | hachi              | osiem     | 1-1-1    | 2             |
| 川   | kawa               | rzeka     | 1-1-2    | 3             |
| 何   | nani?              | co?       | 1-2-5    | 7             |
| 二   | ni                 | dwa       | 2-1-1    | 2             |
| 言   | kotoba             | słowo     | 2-1-6    | 7             |
| 山   | yama               | góra      | 3-2-1    | 3             |
| 火   | hi                 | ogień     | 3-3-1    | 4             |
| 子   | ko                 | dziecko   | 4-3-1    | 3             |
| 土   | tsuchi             | ziemia    | 4-3-2    | 3             |
| 中   | naka               | środek    | 4-4-3    | 4             |
| 人   | hito               | człowiek  | 4-2-4    | 2             |

## Nauka
Aby być biegłym w języku japońskim, należy poznać znaki kanji, co jest jednym z trudniejszych i pracochłonnych zadań.
Istnieją różne metody ułatwiające lub systematyzujące ten proces. Zasadniczo można wyróżnić dwie podstawowe grupy metod:
- oparte na powtarzaniu,
- stosujące mnemotechnikę.

Pierwsza z metod stosowana jest w japońskiej szkole, gdzie obowiązuje lista 1006 „znaków edukacyjnych” (kyōiku kanji) w sześcioletniej szkole podstawowej. Są one wprowadzane sukcesywnie według systemu opracowanego przez Ministerstwo Edukacji. Uczniowie utrwalają ich znajomość przez wielokrotne pisanie.  
Obcokrajowcy stosują różne sposoby zapamiętywania i nauki pisania. Jednym ze sposobów jest tworzenie list znaków (np. wg obrazów, znaczeń) lub tzw. fiszek (małych kartek z zapisanym po jednej stronie znakiem, po drugiej znaczeniem/odczytem), które następnie często się przegląda i przeprowadza przy ich pomocy testy, w nadziei że w ten sposób uda się je utrwalić w pamięci. Często jednak okazuje się, że po pewnym czasie coraz trudniej zapamiętywać nowe znaki, podczas gdy stare są zapominane.
Druga metoda opiera się na tworzonych w wyobraźni możliwie żywych historiach/obrazach, powiązanych z elementami podstawowymi znaku. Jak wcześniej wspomniano, chociaż znaków są tysiące, wszystkie składają się z pewnej liczby elementów podstawowych (których tradycyjnie wyróżnia się tylko około 200). Dla przykładu: znak 結 (łączyć, wiązać) składa się ze stojącego po lewej stronie elementu nitka, po prawej na górze samuraj, na dole usta. Teraz tylko własna wyobraźnia ogranicza skojarzenia, które mogą pomóc w zapamiętaniu (np. samuraj wypowiada ustami przyrzeczenie, które wiąże go niczym nić). Wzrokowcy mogą na przykład wyobrażać sobie samuraja z ustami obwiązanymi nitką. Problemem w tej metodzie bywa czasem nietrwałość budowanych obrazów, gdy nie zostały one dość ostro „wyryte” w pamięci lub też czasem niemożliwość zbudowania nawet bardzo abstrakcyjnego obrazu zawierającego wszystkie elementy.